# Wijnbergen-våbenbogen
Wijnbergen-våbenbogen (Armorial Wijnbergen, opkaldt efter en tidligere ejer) er den ældste kendte franske våbenbog.

## Indhold
Bogen falder i to dele:
- første del er en våbenrulle over Ludvig den Helliges vasaller i Île-de-France, samlet mellem 1265 og 1270 (256 skjolde) ;
- anden del, som forekommer at være senere (omkring 1280), er en våbenrulle over de nordfranske grænsemarker, Nederlandene og Tyskland under Filip 3. (1049 skjolde).

Våbnerne er således fordelt:
| Sider     | Len                                                 |
| --------- | --------------------------------------------------- |
| 1-318     | Vasaller i Île-de-France (under Ludvig den Hellige) |
| 319-462   | Hertugdømmet Normandiet                             |
| 495-516   | Poitou og Anjou                                     |
| 517-591   | Lorraine                                            |
| 592-759   | Tyskland (Tysk-romerske rige)                       |
| 760-823   | Artois                                              |
| 824-873   | Champagne                                           |
| 874-920   | Vermandois                                          |
| 921-1020  | Bretagne                                            |
| 1021-1082 | Beauvaisis                                          |
| 1083-1169 | Hertugdømmet Burgund                                |
| 1170-1204 | Hertugdømmet Brabant                                |
| 1205-1231 | Hainaut                                             |
| 1232-1256 | Flandern                                            |
| 1257-1312 | Konger                                              |

## Opbevaringssted
Originalmanuskriptet opbevares i det nederlandske kongelige selskab for genealogi og heraldik i Haag.
En kopi af manuskriptet opbevares i det kongelige bibliotek i Bruxelles.

## Tillæg